# Paul Slattery
Paul Slattery (* 26. September 1963) ist ein ehemaliger Fußballspieler aus den Turks- und Caicosinseln und heutiges Exekutivmitglied beim TCIFA.

## Karriere

### Verein
Slattery wurde unter anderem in der Jugend des englischen Vereins Notts County ausgebildet. Er schaffte es jedoch nicht, Profi zu werden, sondern spielte für verschiedene Amateurvereine. 2002 wechselte er zu KPMG United; mit diesem Verein wurde er dreimal Meister der Turks- und Caicosinseln.

### Nationalmannschaft
Slattery kam zu vier Einsätzen für die Nationalmannschaft der Turks- und Caicosinseln. Am 18. März 2000 verloren die Turks- und Caicosinseln mit 0:8 gegen die St. Kitts und Nevis, Slattery war bei dieser Begegnung im Einsatz. Bis heute ist es die höchste Niederlage der Turks- und Caicosinseln.

## Engagement bei der TCIFA
Seit seinem Karriereende engagiert sich Slattery beim TCIFA, dem nationalen Fußballverband der Turks- und Caicosinseln. 2011 wurde er zum Vizepräsidenten gewählt.

## Erfolge
- Meister mit KPMG United FC: (3)
  - 2003/04, 2004/05, 2007/08